# Jean-Michel Tchouga
Jean-Michel Tchouga (Bafoussam, 28 dicembre 1978) è un ex calciatore camerunese, di ruolo attaccante.

## Carriera

### Club
Totalizza 374 presenze e 132 reti tra la prima e la quarta divisione svizzera. Dopo aver giocato per qualche anno con la maglia del Basilea, nel 2004 è ceduto al Lucerna. Conta 135 presenze e 62 gol in campionato: in particolare, durante la stagione 2005-2006, realizza 27 marcature in 34 giornate di Challenge League, contribuendo alla vittoria del torneo da parte del Lucerna e conquistando la classifica marcatori. Nella medesima stagione segna doppiette contro Kriens (2-2), Concordia Basilea (5-1), Lugano (2-2), YF Juventus (3-3), Wohlen (1-2), Baden (3-0), Meyrin (3-0) e YF Juventus (1-5), decidendo le sfide contro Bellinzona (1-0), Baulmes (1-0), Winterthur (0-1) e Kriens (0-1).

## Palmarès

### Club

#### Competizioni nazionali
- Challenge League: 1

Lucerna: 2005-2006

### Individuale
- Capocannoniere della Challenge League: 1

2005-2006 (27 gol)